# Райън Лохте
Раян Стивън Лохте (на английски: Ryan Steven Lochte, произношение:Lock-tee) е американски плувец, носител на 11 олимпийски медала (5 златни, 4 сребърни и 2 бронзови) и притежател на няколко световни рекорда в индивидуалното съчетано и отборното плуване. Той също има 26 златни медала от световни първенства. На Олимпийските игри през 2008 година е в сянката на Майкъл Фелпс, но след това тренира усилено и твърди, че 2012 ще бъде неговата година. Баща му е треньор по плуване.
Лохте е универсален плувец. В кариерата си е подобрявал 10 пъти световни рекорди. Обявен е за най-добрия плувец в света за 2010, 2011 и 2013 година, като преди това 4 години подред тази титла принадлежи на Майкъл Фелпс.
Освен с плуване Лохте се занимава и с баскетбол и скейтборд.